# A1GP汽车大奖赛

A1GP汽车大奖赛（简称 A1 GP或A1）同时也被称为赛车的“世界杯”，是一项国际性的赛车运动，在赛车界由于其车手以国家身份，而不是私人车队身份参赛而独一无二。
此概念是由阿联酋王室成员Maktoum Hasher Maktoum Al Maktoum（阿拉伯語：شيخ مكتوم المكتوم）于2004年提出的，并被国际汽联所接受并于2005年开始运作。首次比赛于2005年9月25日在英国Brands Hatch赛道举行。

## 歷史
| 賽季    | 底盤   | 引擎   | 輪胎        | 賽道 | 車隊 | 車手 | 冠軍   | 亞軍   | 季軍   |
| ------- | ------ | ------ | ----------- | ---- | ---- | ---- | ------ | ------ | ------ |
| 2005–06 | Lola   | Zytek  | Cooper Avon | 11   | 25   | 58   | 法國   | 瑞士   | 英国   |
| 2006–07 | Lola   | Zytek  | Cooper Avon | 11   | 24   | 61   | 德国   | 新西兰 | 英国   |
| 2007–08 | Lola   | Zytek  | Cooper Avon | 10   | 22   | 46   | 瑞士   | 新西兰 | 英国   |
| 2008–09 | 法拉利 | 法拉利 | 米其林      | 7    | 21   | 36   | 爱尔兰 | 瑞士   | 葡萄牙 |
| 2009–10 | 法拉利 | 法拉利 | 米其林      | 10   | TBA  | TBA  | TBA    | TBA    | TBA    |

## 赛车
A1 大奖赛使用固定的赛车，具有很多技术限制。其目标是建立一个依靠赛车手技术，而不是赛车获胜的比赛。
| 部件 | 标准                           | 制造商            |
| ---- | ------------------------------ | ----------------- |
| 底盘 | 600 千克 露轮式 一體成型四活塞 | Lola              |
| 引擎 | 3.4 升 V8                      | Zytek Engineering |
| 轮胎 | 370/660R13 光滑轮胎            | Cooper Avon       |

## 参賽國家

### 2005-2006赛季
从六大洲选择出23支参赛国家和地区。此外，对其他愿意参赛的国际和地区还有7个未分配的名额。参见2005-06 A1 大奖赛。 法國以172分获得该届冠军， 瑞士和 英国分别以121分和97分获得二、三名。

### 2006-2007赛季
2006-2007赛季共有24个国家和地区参赛。 德国以128分获得该届冠军， 新西兰和 英国分别以93分和92分获得二、三名。
参见2006-07 A1 大奖赛

### 2007-2008赛季
2006-2007赛季共有22个国家和地区参赛。 瑞士以168分获得该届冠军， 新西兰和 英国分别以127分和126分获得二、三名。
参见2007-08 A1 大奖赛

### 2008-2009赛季
2008-2009赛季共有23个国家和地区参赛。
参见2008-09 A1 大奖赛

## 场地

### 2005-2006赛季
首届A1汽车大奖赛从2005年9月的欧洲大奖赛开始，经过11轮，最后在中国大奖赛结束。

参见2005-06 A1 大奖赛

### 2006-2007赛季
次届A1GP汽车大奖赛从2006年10月1日的荷兰大奖赛开始，经过11轮，于2007年4月29日的英国大奖赛结束。

参见2006-07 A1 大奖赛

### 2007-2008赛季
第三届A1GP汽车大奖赛从2007年9月30日的荷兰大奖赛开始，经过10轮，于2008年5月4日的英国大奖赛结束。

参见2006-07 A1 大奖赛

### 2008-2009赛季
第四届A1GP汽车大奖赛从2008年10月1日的荷兰大奖赛开始，经过10轮，将于2009年5月3日的英国大奖赛结束。

参见2008-09 A1 大奖赛

## 赛程
每场A1GP汽车大奖赛耗时4天。
- 第一天（周四）为傳媒日，安排各車手出席各項由賽會安排的活動。一般是娛樂性的活動，如：在南非的水上樂園參觀；在上海灘旁耍太極，或在北京的小巷中踏三輪單車等。主要目的是增加車手曝光率。
- 第二天（周五）为练习赛，供各队熟悉场地。
- 第三天（周六）为第二场练习赛和排位赛。
- 第四天（周日）为正式赛，包括两个阶段，每个阶段均有积分奖励。

### 排位赛
排位赛在当地时间14:00至16:00进行，包括4阶段，每阶段15分钟，每队每阶段允许跑3圈，第一圈为热身及加速，第二圈正式设定排位赛成绩，第三圈减速并返回。每阶段间有10分钟休息时间。
排位赛后，每队最好的两个成绩将相加并决定周日竞速赛的排位顺序。

### 比赛日
比赛日包括两场比赛。
第一场为“竞速赛”，比赛进行50公里或20分钟（以先达到为准）。比赛于当地时间11:00开始。除了有积分奖励外，竞速赛最终结果决定正式比赛的出发顺序。
第二场为“正式赛”，于当地时间15:00举行，进行200公里或70分鐘（同样以先到达为准）。

### 分数
競速賽計分方法：前6名车队获得积分，冠军6分，亚军5分，季4分，以此类推，第6名积1分。
正式賽計分方法：前10名车队获得积分，冠军10分，亚军9分，季军8分，以此类推，第10名积1分。
同时，比赛日创造最快圈速的车队将获得额外的1分。
积分奖励给国家，而不是车手。因此，车队可以在赛季中随意更换车手，而不影响他们的积分。

## 2005-2006 赛季
参阅：2005-06 A1 大奖赛

## 2006-2007 赛季
参阅：2006-07 A1 大奖赛

## 管理团队
| 总裁           | 馬克托姆      |
| 执行总监       | 布朗·梅納爾   |
| 执行总监       | 托尼·特塞拉   |
| 总经理         | 斯蒂芬·沃森   |
| 广播总监       | 理查德·多夫曼 |
| 媒体与技术经理 | 亚当·巴尔     |
| 公关与交流经理 | 尼基·洛克     |
| 全球运作经理   | 约翰-威克汉姆 |